# Contea di Douglas (Georgia)
La contea di Douglas (in inglese Douglas County) è una contea dello Stato della Georgia, negli Stati Uniti. La popolazione al censimento del 2000 era di 92 174 abitanti. Il capoluogo di contea è Douglasville.